# Wendi Dengová

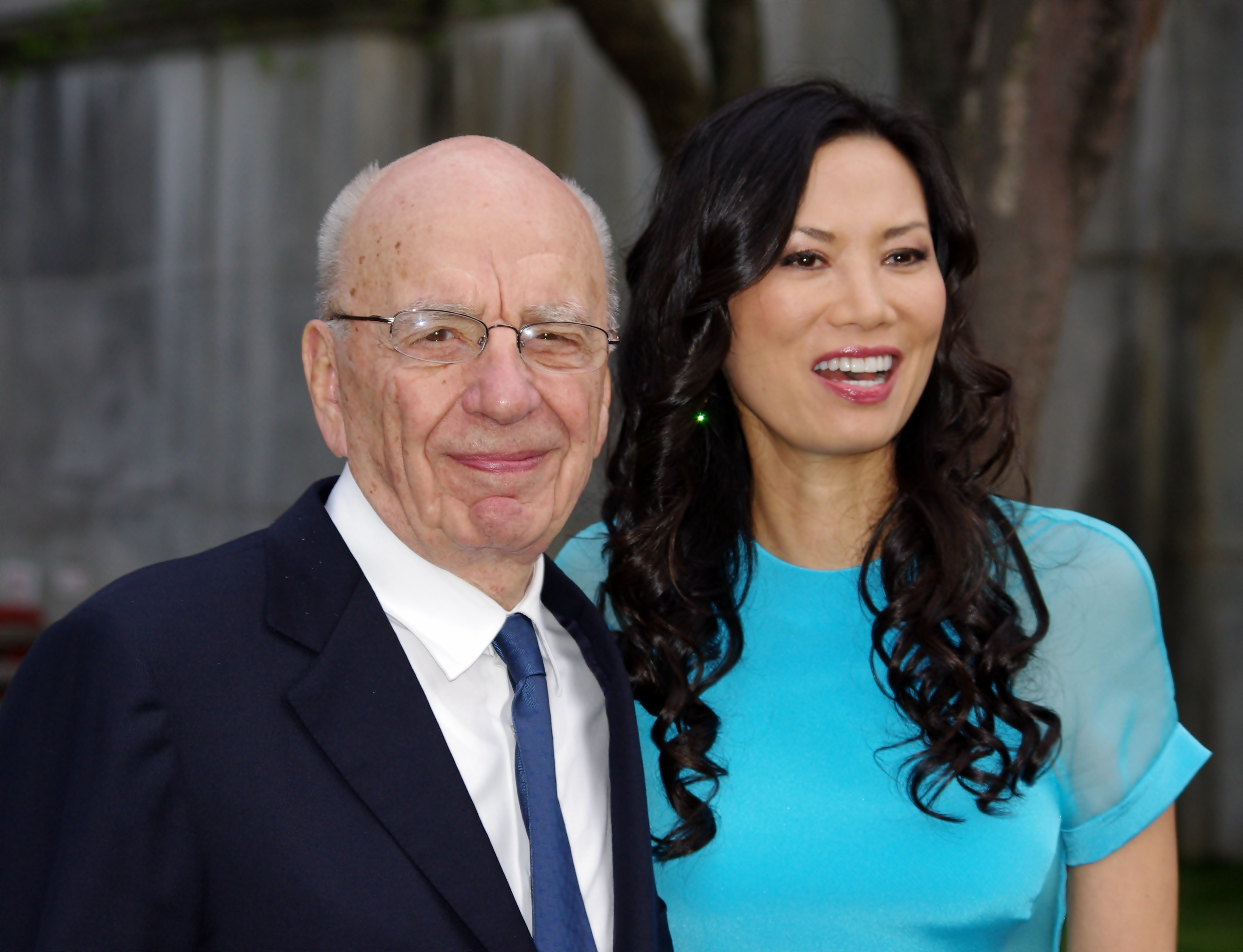
Wendi Deng a Rupert Murdoch v roce 2011

Wendi Dengová (čínsky: 邓文迪, pchin-jin: Dèng Wéndí; * 5. prosince 1968 Ťi-nan) je americká podnikatelka čínského původu.

## Životopis
Wendinou mateřštinou je mandarínská čínština. Narodila se v rodině ředitele továrny na východě Číny. Její otec ji v duchu maoistických zásad pojmenoval Wen-ke, co znamená kulturní revoluce. Dětství strávila v Ťi-nan, kde i vystudovala základní i střední školu. Po maturitě v roce 1985 pokračovala ve studiu na vysoké škole lékařské v Kantonu, kde se seznámila s americkým obchodníkem Jakem Cherrym a jeho ženou Joyce. S pomocí Cherryových dostala americké studentské vízum a v devatenácti letech odjela studovat do USA. Během studií bydlela u Cherryových v pokojíku s jejich pětiletou dcerkou. Jake Cherry, jenž byl o 30 let starší, se nechal zlákat čínskou krasavicí. Jakmile jeho manželka tento románek odhalila, vyrazila s Číňankou dveře. Situace skončila v roce 1990 rozvodem Cherryových a sňatkem Wendi s Jakem. Rozvedla se s ním o tři roky později, ale díky sňatku si zajistila zelenou kartu.
Své vzdělání získala na Kalifornské univerzitě, kde patřila k premiantům, pak vystudovala Yaleovu univerzitu. Po ukončení studia začala pracovat jako moderátorka hongkongské Star TV, kde poznala Ruperta Murdocha na firemním večírku v roce 1997. Vzali se na palubě soukromé jachty v roce 1999. Po dlouhá léta pomáhala manželovi proniknout na čínský trh a navazovat kontakty s čínskými podnikateli, z nichž mnozí byli jejími bývalými spolužáky z amerických univerzit. Dne 19. listopadu roku 2001 Wendi porodila dceru. Holčička dostala jméno Grace Helen Murdochová. Jejím kmotrem byl bývalý britský premiér Tony Blair. Britský bulvární list The Daily Mail citoval zdroje blízké Murdochovi, podle kterých Blair a Wendi Dengová-Murdochová několikrát přenocovali ve stejném hotelu v Kalifornii. „Ten je tak sexy!,“ rozplývala se Wendi mezi přáteli nad Tony Blairem. Souvislosti s Blairem pomohly tomu, že Rupert Murdoch podal žádost o rozvod. Protože měli Murdochové předmanželskou smlouvu i smlouvu o rozvodovém vypořádání, Wendi mj. zůstalo apartmá na manhattanské Páté avenue a dům v Pekingu.
Od doby rozvodu Ruperta Murdocha s Wendi Dengovou se spekulovalo o jejím romantickém vztahu s ruským prezidentem Vladimirem Putinem. V roce 2016 přinesl americký magazín US Weekly oficiální informaci o blízkém přátelství ruského vůdce a exmanželky Ruperta Murdocha. Pár byl viděn při party na jachtě Romana Abramoviče St. Bart v pondělí 28. března 2016. Podle zdrojů US Weekly šlo vážný vztah.

## Zajímavosti
Britští poslanci obvinili společnost Ruperta Murdocha, že záměrně blokovala vyšetřování ilegálních odposlechů pro jeho nedělník News of the World. Na konci parlamentního slyšení se Murdocha snažil tácem s pěnou na holení napadnout Jonathan May-Bowles, ale za manželem sedící Wendi Dengová vyskočila, dala „atentátníkovi” ránu pravačkou a talíř ležící na stole mu hodila do obličeje. Teprve pak se vzchopila ochranka. Wendin skok na obranu manžela se stal internetovým hitem, např. na internetovém portálu Sina byl tento incident hlavní událostí.